# Seven Seals
Seven Seals (рус. «Семь печатей») — шестой студийный альбом немецкой пауэр-метал группы Primal Fear, изданный 15 октября 2005 года на лейбле Nuclear Blast.
Название композиции «Carniwar» является сочетанием слов карнавал (carnival) и война (war).
На песни «Seven Seals» и «Evil Spell» были сняты видеоклипы.

## Чарты
- Германия — 65-е место;[3]
- Япония — 98-е место;
- Швеция — 77-е место;

## Список композиций и перевод их названий
| №                   | Название                                                  | Автор(ы)                         | Длительность |
| ------------------- | --------------------------------------------------------- | -------------------------------- | ------------ |
| 1.                  | «Demons and Angels (рус. Демоны и ангелы)»                | Шиперс, Синнер, Науманн, Лейбинг | 5:32         |
| 2.                  | «Rollercoaster (рус. Американская горка)»                 | Шиперс, Синнер, Науманн, Лейбинг | 4:28         |
| 3.                  | «Seven Seals (рус. Семь печатей)»                         | Синнер, Лундгрен, Миланович      | 3:54         |
| 4.                  | «Evil Spell (рус. Злой период)»                           | Шиперс, Синнер, Науманн, Лейбинг | 4:32         |
| 5.                  | «The Immortal Ones (рус. Бессмертные)»                    | Шиперс, Синнер, Науманн, Лейбинг | 4:19         |
| 6.                  | «Diabolus (рус. Зло)»                                     | Синнер, Лундгрен, Миланович      | 7:54         |
| 7.                  | «All for One (рус. Все за одного)»                        | Шиперс, Синнер, Науманн, Лейбинг | 7:53         |
| 8.                  | «Carniwar»                                                | Шиперс, Синнер, Науманн, Лейбинг | 3:17         |
| 9.                  | «A Question of Honour (кавер Sinner) (рус. Вопрос чести)» | Синнер, Науманн                  | 7:26         |
| 10.                 | «In Memory (рус. В памяти)»                               | Шиперс, Синнер, Науманн, Лейбинг | 5:07         |
| Общая длительность: | Общая длительность:                                       | Общая длительность:              | 54:22        |

| №   | Название                                   | Музыка | Длительность |
| --- | ------------------------------------------ | ------ | ------------ |
| 11. | «The Union (бонус-трек в японской версии)» | Синнер | 5:11         |

## Участники записи
- Ральф Шиперс — вокал
- Мэт Синнер — бас-гитара, бек-вокал
- Том Науманн — электрогитара
- Стефан Лейбинг — электрогитара, клавишные
- Рэнди Блек — ударные

Приглашенные музыканты:
- Маттиас Ульмер — клавишные и струнные
- Стефан Лейбинг - дополнительные клавишные

Тех. персонал:
- Мастеринг — Аким Кёлер
- Звукоинженер — Карл Байерфенд
- Продюсер — Мэт Синнер
- сопродюсер и инженер записи - Чарли Баурфайнд
- Микширование - Майк Фрейзер
- Смикшировано на студии The Warehouse Studios, Ванкувер, Канада
- Записано на студии The House Of Music, Уинтербах, Германия
- Дополнительные записи на студии The Warehouse Studios, Ванкувер, Канада
- Записывал - Пол Сильвейра
- Ассистент-инженер - Майк Кашин
- Ассистент группы - Эрик Мошер
- Концепция обложки — Катя Пиолка и Мэт Синнер
- Буклет, дизайн и фотографии - Катя Пиолка